# Abera Bioscience
Abera Bioscience AB är ett svenskt medicinskt forskningsbolag i Solna. Det är sedan 2021 noterat på Spotlight Stock Market.
Abera Bioscience utvecklar vacciner, baserat på egna patent, främst inom områdena pneumokocker och immunonkologi. Företaget har sitt ursprung i molekylärbiologisk forskning vid Vrieje Universitet i Amsterdam i Nederländerna, Stockholms universitet och bioteknikbolaget Xbrane Biopharma AB.